# Šáhdžahán
Šáhdžahán (5. ledna 1592, Láhaur – 22. ledna 1666, Ágra) byl císař Mughalské říše v letech 1628–1658. Je považován za jednoho z nejvýznamnějších mughalských vládců.[kým?]

## Mládí
Narodil se roku 1592 v Láhauru, jako nejmladší syn korunního prince Salíma, pozdějšího císaře Džahángíra, a rádžputské princezny Džódha Báí. V dětství byl oblíbencem svého dědečka, císaře Akbara, který na něj měl značný vliv. Jeho původní jméno bylo Churrám. Džahángír původně nepočítal s Churrámem jako se svým následníkem a jmenoval ho guvernérem oblasti Dakšinu ve střední Indii. Císařem se měl stát prvorozený syn Chusrau, který však roku 1607 proti otci povstal a následně byl na Džahángírův rozkaz oslepen. Téhož roku se princ Churrám oženil s Ardžumand Banú Bégam, známou jako Mumtáz Mahál (Perla paláce). Princezna Ardžumand byla dcerou Ásafa Chána, bratra Džahángírovy oblíbené manželky (a Churrámovy nevlastní matky) císařovny Núrdžáhán.
Císař Džahángír však začal favorizovat svého nejmladšího syna Šáhrijára.
Churrámovy vztahy s otcem a nevlastní matkou, ambiciózní císařovnou Núrdžahán, nebyly příliš dobré. Ve 20. letech 17. století vedl proti otci několik nezdařených povstání. Roku 1621 císař Džahángír vážně onemocněl a princ Churrám krátce nato, roku 1622 nechal otrávit slepého bratra Chusraua. Od roku 1623 se Churrám výrazně podílel na vládě a po smrti dalšího ze svých bratrů Parvíze, který byl záislý na drogách a alkoholu, se jeho vliv ještě více posílil. Churráma podporoval především jeho tchán Ásaf Chán, který mu po otcově smrti pomohl vybojovat trůn. Když nemocný Džahángír v zimě roku 1627 zemřel, císařovna Núrdžáhán prosadila jako nového panovníka prince Šáhrijára, Churrám jej však po dvou měsících s pomocí Ásafa Chána otrávil, a zároveň nařídil i vraždu svých bratranců, synů prince Danijála. Císařovna Núrdžáhán byla zbavena vlivu a po zbytek svého zivota se věnovala především charitativní činnosti.

## Vláda
V únoru roku 1628 se Churrám stal císařem a přijal jméno Šáhdžahán. Na rozdíl od svých předků si za sídelní město vybral Dillí, kde nechal postavit palácový komplex, známý jako Červená pevnost. Na rozdíl od děda a otce se více přikláněl k islámské ortodoxii, přesto byl nábožensky tolerantním vládcem. Proslul jako velký mecenáš umění, zejména malířství miniatur a architektury. Z období jeho vlády se zachovala řada významných architektonických památek. Patří k nim např. Šalimarovy zahrady, Červená pevnost s Perlovou mešitou a mnoho dalších památek v Dillí. Nejznámější je však mauzoleum Tádž Mahal poblíž Ágry, jež nechal vybudovat jako hrobku po smrti své milované ženy Mumtáz Máhal. Územní expanze Mughalské říše za Šáhdžahánovy vlády ustala, podařilo se dobýt jen některá území v Dakšinu, císař nebyl velký válečník. Podařilo se mu však konsolidovat správu říše, přestože značným zvýšením daní zhoršil sociální a ekonomické postavení venkovanů. Za jeho vlády začalo pronikání Angličanů do Bengálska.

## Rodina
Jeho rodinný život začal velmi šťastně, skončil však tragicky. Svou ženu Mumtáz Máhal císař věrně miloval a zplodil s ní 14 dětí, z toho čtyři syny, z nichž upřednostňoval prvorozeného prince Dáru, jenž byl vychováván jako následník. Ostatní syny pověřil správou okrajových oblastí říše. Roku 1657 vážně onemocněl, zřejmě zánětem ledvin či močového měchýře. V předtuše císařovy smrti povstali proti otci jeho tři mladší synové, kteří se pokusili na sebe strhnout moc. Vzdělaný a mírumilovný syn Dára se postavil na stranu otce, byl však bratry poražen a společně s otcem uvězněn. Přestože císař svoji chorobu překonal, přišel o trůn a posledních osm let života strávil ve vězení. Po Dárově porážce císařovi zbylí synové Šáh Šudža, Murád Bachš a Aurangzéb začali mezi sebou bojovat o nástupnictví. Jako nový panovník se prosadil krutý a intrikánský Aurangzéb, který nechal zavraždit vězněného Dáru i Muráda Bachše, zatímco Šáh Šudža dokázal před najatými vrahy uprchnout do sousedního království Arakánu na území dnešní Barmy. S uvězněným otcem Aurangzéb po zbytek života jednal velmi ponižujícím způsobem.